# Cladotanytarsus elaensis
Cladotanytarsus elaensis är en tvåvingeart som beskrevs av Bilyj och Davies 1989. Cladotanytarsus elaensis ingår i släktet Cladotanytarsus och familjen fjädermyggor.
Artens utbredningsområde är Ontario. Inga underarter finns listade i Catalogue of Life.